# 好望角隐花海葵
好望角隐花海葵（学名：Amphianthus capensis）为链索海葵科隐花海葵属的动物。分布于好望角、地中海、印度、意大利、澳大利亚以及中国东海等海域。
其种加词“capensis”意为“南非开普省的/好望角的”。